# Laemonema verecundum
Laemonema verecundum is een straalvinnige vissensoort uit de familie van diepzeekabeljauwen (Moridae). De wetenschappelijke naam van de soort is voor het eerst geldig gepubliceerd in 1897 door Jordan & Cramer.